# Hieracium glaucifolium
Hieracium glaucifolium là một loài thực vật có hoa trong họ Cúc. Loài này được Poepp. ex Froel. mô tả khoa học đầu tiên năm 1838.